# Izartza
Izartza en basque ou Izarza en espagnol, est une commune ou contrée de la municipalité de Bernedo dans la province d'Alava dans la Communauté autonome basque (Espagne).